# Thomas Hill (futbolista)
Thomas Daniel Hill (Formby, 12 de octubre de 2002) es un futbolista británico que juega en la demarcación de centrocampista para el Harrogate Town A. F. C. de la League Two de Inglaterra.

## Biografía
Tras formarse en las filas inferiores del Liverpool F. C., finalmente el 17 de diciembre de 2019 hizo su debut con el primer equipo en un encuentro de la Copa de la Liga contra el Aston Villa F. C. tras disputar la totalidad de los 90 minutos, produciéndose un resultado de 5-0 a favor del conjunto birminghense. Tras este encuentro siguió jugando con los equipos formativos hasta que dejó el club en enero de 2025 para unirse al Harrogate Town A. F. C.

## Clubes
| Club                    | País       | Año   | Partidos | Goles |
| ----------------------- | ---------- | ----- | -------- | ----- |
| Liverpool F. C.         | Inglaterra | 2019  | 1        | 0     |
| Harrogate Town A. F. C. | Inglaterra | 2025- | 6        | 0     |